# Aktion „Arbeitsscheu Reich“
Im Rahmen der Aktion „Arbeitsscheu Reich“ im nationalsozialistischen Deutschen Reich einschließlich dem kurz zuvor angeschlossenen Österreich wurden im April und im Juni 1938 bei zwei Verhaftungswellen mehr als 10.000 Männer als sogenannte Asoziale in Konzentrationslager (Deutschland) oder Anhaltelager (Österreich) verschleppt. Während der sogenannten Juni-Aktion wurden dabei auch rund 2300 Juden inhaftiert, die aus mannigfaltigen Gründen Vorstrafen erhalten hatten.

## Bezeichnungen
Die Bezeichnung „Aktion ‚Arbeitsscheu Reich’“ lässt sich im dienstlichen Schriftverkehr, der im Zusammenhang mit der Massenverhaftung geführt wurde, nicht nachweisen. Im KZ Buchenwald wurden die Inhaftierten zunächst als „Arbeitszwangshäftlinge Reich“ (AZR), kurze Zeit später als „Arbeitsscheue Reich“ (ASR) bezeichnet. Diese Bezeichnung wurde von Hans Buchheim aufgegriffen, von Wolfgang Ayaß für beide Verhaftungsaktionen übernommen und hat sich etabliert.
Die Bezeichnung „Juni-Aktion“ für die zweite Verhaftungswelle, die auch vorbestrafte Juden einbezog, ist jedoch zeitgenössisch. Sie wird, teils mit der Jahreszahl 1938, häufig – jedoch keineswegs durchgängig – verwendet, wenn die Judenverfolgung im Vordergrund der Darstellung steht.

## Aktion im April 1938
Die Verhaftung und Verschleppung von „Asozialen“ geht auf den „Grundlegenden Erlaß über die vorbeugende Verbrechensbekämpfung durch die Polizei“ des Reichsinnenministeriums vom 14. Dezember 1937 zurück. Damit wurde die Vorbeugehaft für sogenannte Berufs- oder Gewohnheitsverbrecher reichsweit vereinheitlicht und auf Personen erweitert, die durch ihr „asoziales“ Verhalten die Allgemeinheit gefährden würden. Ulrich Greifelt vom Stab des Reichsführers SS rühmte sich der Ideengeber gewesen zu sein. Ein Haftprüfungstermin war erst binnen des zweiten Haftjahres vorgesehen, danach jährlich neu und nach vier Jahren vom Reichsführer SS und Chef der Deutschen Polizei Heinrich Himmler vorzunehmen.
Nach Himmlers Plan vom 26. Januar 1938 sollte zunächst ein „einmaliger, umfassender und überraschender Zugriff“ auf die „Arbeitsscheuen“ erfolgen. Dies seien Männer im arbeitsfähigen Alter, die zweimal einen ihnen angebotenen Arbeitsplatz abgelehnt oder nach kurzer Zeit aufgegeben hätten. Mit der Durchführung dieser Aktion wurde die Gestapo beauftragt, die die nötigen Informationen im Zusammenwirken mit den Arbeitsämtern besorgte.
Die Durchführung der Aktion war für den März vorgesehen, wurde aber durch den Anschluss Österreichs verschoben. Die Verhaftungsaktion lief reichsweit im Zeitraum vom 21. bis 30. April ab. Insgesamt wurden dabei zwischen 1500 und 2000 männliche „Arbeitsscheue“ in das Konzentrationslager Buchenwald verschleppt.

## Aktionen im Mai und Juni 1938

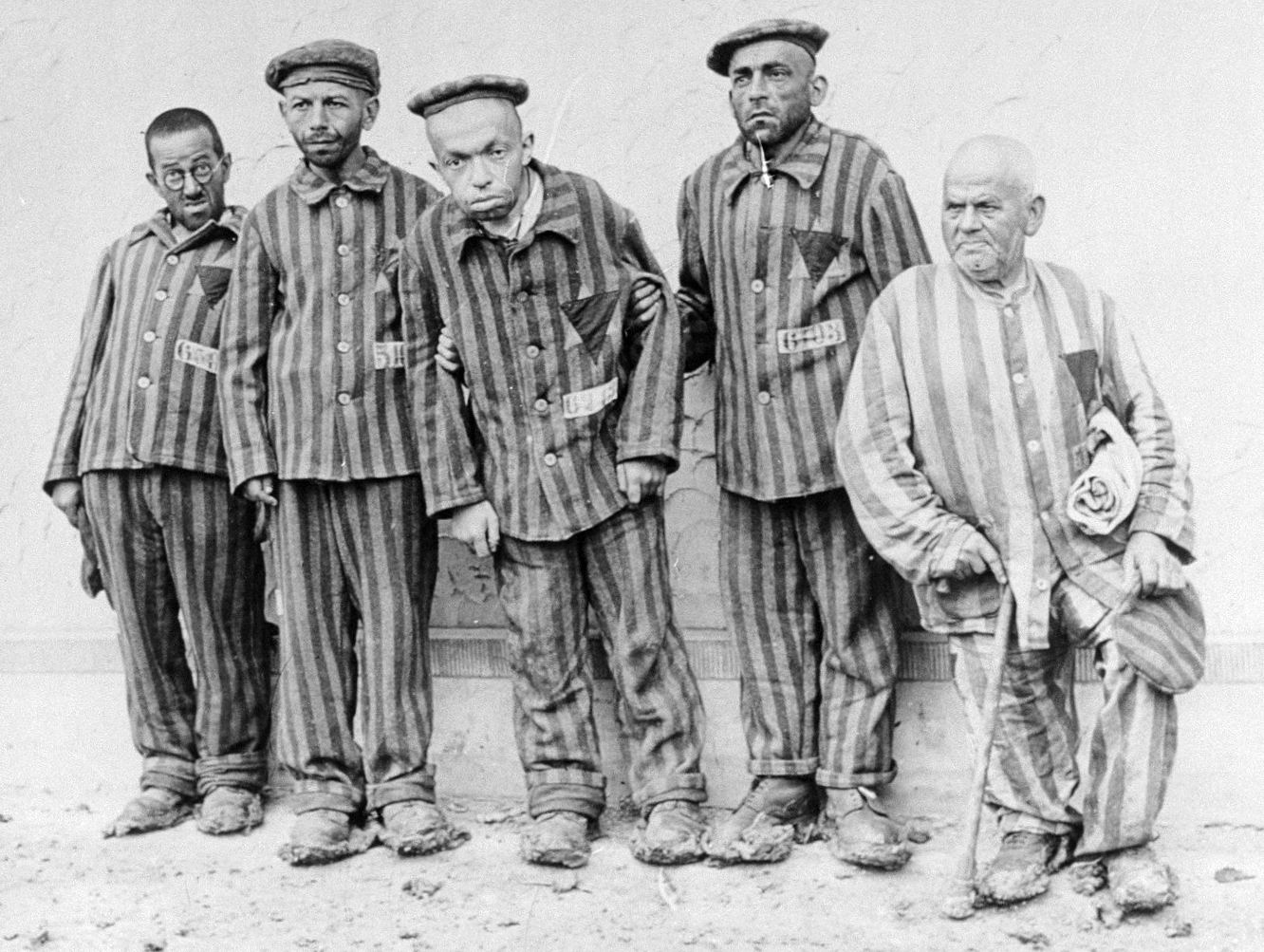
Fünf behinderte Juden im KZ Buchenwald, Juni-Aktion, Propagandaaufnahme, 1938

Der Personenkreis, der im Sinne der „Vorbeugenden Verbrechensbekämpfung“ inhaftiert werden sollte, war nicht auf die „Arbeitsscheuen“ beschränkt, sondern wesentlich weiter gefasst. Eine Durchführungsrichtlinie der Kriminalpolizei vom April 1938 definiert als „asozial“ eine Person, die durch gemeinschaftswidriges Verhalten oder geringfügige, aber wiederholte Gesetzesübertretungen zeigt, dass sie sich nicht in die Gemeinschaft einfügen und der „selbstverständlichen Ordnung“ eines nationalsozialistischen Staates unterwerfen will. Dies waren namentlich Landstreicher, Bettler, Prostituierte, Zigeuner und Trunksüchtige. Auch Personen mit unbehandelten Geschlechtskrankheiten wurden dazugerechnet.
Auf Hitlers persönliche Anordnung wurden auch Juden einbezogen. Wolf Gruner zitiert die Anweisung Hitlers aus der letzten Maiwoche 1938 in folgender Schreibweise, nämlich dass „zur Erledigung von wichtigen Erdbewegungsarbeiten im gesamten Reichsgebiet asoziale und kriminelle Juden festgenommen werden sollen.“ Wenn die Anordnung mündlich weitergegeben wurde, war sie missverständlich, weil sich der Sinn durch Groß- oder Kleinschreibung des Wortes „asoziale“ entscheidend ändert. Tatsächlich ergriff die Staatspolizeileitstelle Wien „blitzartig“ die Initiative und wies die Bezirkspolizeikommissariate am 24. Mai 1938 an, „unverzüglich unliebsame, insbesondere kriminell vorbelastete Juden festzunehmen und in das Konzentrationslager Dachau zu überführen.“ Die ersten beiden Transporte vom 31. Mai und vom 3. Juni umfassten annähernd 1200 Juden und werden von Wolf Gruner als „österreichische Sonderaktion“ bezeichnet.
Erst mit den nächsten Transporten wurden auch dort überwiegend „Asoziale“ verschleppt. Die allgemein für das Reich geltende und umgesetzte Maßnahme betraf ausschließlich Juden, deren Strafregister Vorstrafen von mehr als vier Wochen enthielten. Bei dieser Verhaftungswelle, in der Literatur auch als Juni-Aktion bezeichnet, wurden von der Kriminalpolizei zwischen dem 13. bis 18. Juni 1938 mehr als 9000 Männer verhaftet.
Bei der „Juni-Aktion“ wurden mit rund 2300 Personen überproportional viele Juden inhaftiert. Ihre Vorstrafen gingen nicht allein auf „normale Delinquenz“ zurück, sondern beruhten oftmals auf verfolgungsspezifischen Delikten wie zum Beispiel Devisenvergehen oder gingen auf marginale Delikte wie Übertretung von Verkehrsvorschriften zurück. Ins KZ Dachau wurden 211 jüdische Häftlinge eingeliefert. 1256 jüdische Männer kamen ins KZ Buchenwald und 824 ins KZ Sachsenhausen, wo sie brutalen Schikanen ausgesetzt waren.

## Einordnung
Spätestens mit diesen Aktionen hatte sich der Schwerpunkt der sicherheitspolizeilichen Tätigkeit von der Bekämpfung politischer Gegner auf die Aussonderung von „Asozialen“ verlagert, die aufgrund vermeintlich erblicher Veranlagung zu gesellschaftlich schädlichem Verhalten neigten. Heydrich begründete die Aktion in einem Schnellbrief an die Kriminalpolizeileitstellen: Es sei nicht zu dulden, dass asoziale Menschen sich der Arbeit entziehen und somit den Vierjahresplan sabotieren. Wolfgang Ayaß zufolge war nicht die angebliche Gefährlichkeit des einzelnen „Asozialen“, sondern dessen Arbeitsfähigkeit das ausschlaggebende Verhaftungskriterium. In vielen Konzentrationslagern bildete die mit einem Schwarzen Winkel gekennzeichnete Häftlingsgruppe der „Asozialen“ bis Kriegsbeginn die Mehrheit. Martin Broszat weist darauf hin, dass zu dieser Zeit die SS-eigene Baustoffproduktion in und bei Konzentrationslagern einsetzte und dafür größere Häftlingskontingente benötigt wurden. Wesentlicher als die Arbeitsleistung dieser inhaftierten „Arbeitsscheuen“ dürfte jedoch der abschreckende Effekt auf andere „Arbeitsbummelanten“ gewesen sein.
Die „Juni-Aktion“ war zugleich die erste von der Sicherheitspolizei in Eigenregie durchgeführte Aktion, bei der eine große Zahl von deutschen Juden in Konzentrationslager verschleppt wurde. Ihre Einbeziehung in die Juni-Aktion geht auf Hitlers persönliche Anordnung zurück, die zu einer Anweisung vom 1. Juni 1938 führte. Christian Dirks weist auf einen Zusammenhang mit antisemitischen Übergriffen in Berlin hin, die – im Mai beginnend – vom 13. bis 16. Juni 1938 kumulierten und in Boykottaufrufen, der Markierung jüdischer Geschäfte, Razzien in Cafés und Festnahmen gipfelten. Auch Christian Faludi sieht einen Zusammenhang zwischen den von Joseph Goebbels und Wolf-Heinrich von Helldorff inszenierten „radauantisemitischen Straßenkrawallen“ in Berlin und dem konkurrierenden Bemühen um eine „gesamtstaatlich zentralisierte ‚Lösung‘“ durch den Geheimdienstapparat Reinhard Heydrichs und Heinrich Himmlers.
Wolfgang Ayaß widerlegt anhand der Belegungszahlen die verbreitete Behauptung, die im Rahmen der Aktion „Arbeitsscheu Reich“ Inhaftierten seien zum überwiegenden Teil 1939 bei der Amnestie anlässlich Hitlers 50. Geburtstags freigekommen. Vergleichbare Massenverhaftungen wiederholten sich nicht; es wurden jedoch bis 1945 kontinuierlich „Asoziale“ und „Arbeitsscheue“ in die Konzentrationslager eingewiesen. Himmler selbst schätzte 1943 die Gesamtzahl der inhaftierten „Asozialen“, „Berufsverbrecher“ und Sicherungsverwahrten auf rund 70.000 Personen.
Julia Hörath weist darauf hin, dass die „Rassische Generalprävention“ schon bald nach der Machtergreifung im Wechselspiel zwischen lokalen und zentralen Behörden betrieben und keineswegs ausschließlich zentral von SS- und Gestapoführung gesteuert wurde.
Ähnliche Aktionen der Überstellung von Justizgefangenen an das SS-Lagersystem gab es auch während des Krieges, siehe den Hauptartikel: Vernichtung durch Arbeit.